# هربرت پولینگر
هربرت پولینگر (انگلیسی: Herbert Pullinger; ۱۸۷۸– ۱۹۶۱) تصویرگر و نقاش اهل ایالات متحده آمریکا بود. او در موزه و مدرسه هنر پنسیلوانیا از سال ۱۹۲۳ تا ۱۹۵۸ تدریس می‌کرد.